# Керри (графство)
Керри (ирл. Ciarraí, англ. Kerry) — графство на юго-западе Ирландии. Входит в состав провинции Манстер на территории Республики Ирландии. Административный центр и крупнейший город — Трали. Население — 145 502 человек (9-е место среди графств Республики Ирландия; данные 2011 г.). На полуострове Дингл в графстве находится один из четырёх районов Ирландии, где по данным 2007 г. большая часть населения (свыше 67 %) использует в быту ирландский язык, т. н. Гэлтахт категории «A».

## Физико-географическая характеристика

### Географическое положение
Графство Керри расположено на юго-западе Ирландии на берегу Атлантического океана. Береговая линия довольно сильно изрезана бухтами и заливами, которые с трёх сторон омывают полуострова Дингл, Айверах и Беара. В непосредственной близости от берега находятся небольшие острова Бласкет, Валентия и Скеллиг. Кроме того, на территории графства расположена одна из крайних точек страны — мыс Данмор Хэд.
Восточную часть графства занимает невысокий горный хребет Макгилликаддис Рикс (высшая точка — гора Карантуилл, 1041 м.). Здесь же, на востоке проходит административная граница с другими графствами Ирландии — Корк и Лимерик. Общая же площадь Керри равняется 4807 км² (5-е место в стране).
В центральной части Керри расположена сеть озёр Килларни. Основные реки графства — Фил, Лейн и Кенмар.

### Климат
Тёплое Северо-атлантическое течение, которое является продолжением Гольфстрима, оказывает смягчающее воздействие на климат прибрежного графства. В течение всего года территория Керри не испытывает значительных перепадов температур.
Из-за того, что бо́льшая часть графства занята горами и возвышенностями, здесь преобладают юго-западные ветры, приносящие большое количество осадков. Рекордное значение зафиксировано в 1993 году на станции близ озера Клур — 243,4 мм. в течение одного дня. В Керри часты штормовые ветры и ураганы. Так, в 1986 году ураган Чарли, обрушившись на побережье графства, принёс значительный ущерб населённым пунктам и инфраструктуре.

## История
27 августа 1329 года Морис Фицджеральд, 1-й граф Десмонда получил в наследное владение пфальцграфство Керри за службу и преданность короне. До XIV века бо́льшая часть территории современного графства находилась под властью семейства Фицджеральдов.
В 1580 году во время Второго десмондского восстания, направленного против английских властей, произошла осада Керри силами итальянских, испанских, ирландских и папских войск. В результате военного вторжения, Фицджеральды лишились своих владений. В 1588 году испанская Непобедимая армада попала в сильные штормы в районе побережья Керри. Около 20 судов, укрывавшихся в бухтах архипелага Бласкет, были выброшены на берег.
Графство продолжало являться ареной различных военных конфликтов в течение нескольких десятков лет. Клан О’Салливэн Бир присоединился с ирландскому мятежу, и в 1602 году их замок Данбой был осажден английскими войсками. Почти всё семейство О’Салливэн вместе с тысячным войском попыталось пробиться к своим союзникам в Ольстере, но большинство из них погибло от сильных морозов во время похода. Итогом войны стала конфискация большей части земель Керри в пользу Англии. Глава семьи Маккарти, Флоренс был заключён в лондонскую тюрьму, а его владения разделены между немногочисленными родственниками и колонистами из Англии.
В 1641 году Керри охватило очередное ирландское восстание, подогреваемое католиками, против протестантской верхушки Ирландского королевства. Мятеж в графстве возглавлял Донаг Маккарти, 1-й виконт Маскерри. Он объединил силы мятежников, однако потерпел поражение от войск Оливера Кромвеля, который захватил Ирландию в 1652 году. Последним оплотом ирландцев стал замок Росс, находящийся на берегу одного из озёр Килларни.
В XVII—XVIII веках Керри было населено бедными фермерами-арендаторами, для которых единственным источником продовольствия был картофель. В результате неурожая 1845 года в графстве разразился сильнейший голод (Голод в Ирландии 1845—1849). В поисках лучшей жизни тысячи жителей эмигрировали в США и другие страны. В 1870—1880-х годах прошло несколько волнений фермеров, названных Земельными войнами, против жестких условий аренды земли у помещиков.
В XX веке Керри стало одной из территорий, которые больше всего пострадали в ходе войны за независимость (1919—1921) и ирландской гражданской войны (1922—1923). Во время войны за независимость Ирландская республиканская армия избрала партизанскую тактику против Королевской ирландской полиции и британской армии. Самое известное военное столкновение на территории Керри в этот период связано с осадой Трали в ноябре 1920 года. Официальные власти объявили комендантский час в городе, организовали поджоги домов и расстрелы местных жителей в качестве возмездия за убийство 5 полицейских. В 1921 году ИРА организовала нападение на поезд, перевозивший британских солдат в Килларни. В ходе сражения погибло 20 солдат, 3 гражданских лица и 2 бойцов ИРА. В июле этого же года между ИРА и Великобританией было заключено перемирие.
Однако, после прекращения войны с Великобританией, в Ирландии разразилась гражданская война. Вчерашние союзники развязали междоусобную борьбу, которая выражалась во взаимных убийствах, вооружённых столкновениях и подрывах. Конфликт завершился в мае 1923 года.

## Транспорт

### Автомобильный транспорт
Основные шоссе национального значения — N21 и N69 (Лимерик — Трали); N22 (Корк — Трали); N23 (Каслайланд — Фарранфор). Также в графстве есть, так называемое, «Кольцо Керри» — дорога N70; и N86 (Трали — Дингл).
В регионе действует широкая маршрутная сеть автобусов транспортной компании «Eireann».

### Железнодорожный транспорт
Железнодорожные станции и вокзалы имеются в городах Трали, Фарранфор, Килларни и Ратмор. Этим видом транспорта графство напрямую связано с Корком и Дублином.
Отдельные железнодорожные ветки существовали и на крупнейших полуостровах Керри (Беар, Ивераг, Дингл). Однако в целях экономии они были закрыты в середине XX века. Кроме того, закрытыми оказались дороги по маршрутам:
- Дингл — Трали — узкоколейная железная дорога (закрыта в июле 1953 года);
- Кенмар — Хедфорд Джанкшн (закрыта феврале 1960 года);
- Валентия — Фарранфор (закрыта в феврале 1960);
- Листоуэл — Трали — Лимерик (пассажирские перевозки прекратились в 1963 году, грузовые в 1983 году, а линия демонтирована в 1988 году).

Между Листоуэлом и Баллибанионом в 1882—1924 годах ходило несколько экспериментальных составов на монорельсе системы Лартига. В 2003 году был восстановлен полукилометровый участок. Он имеет характер туристической железной дороги. Имеется два вагона третьего класса, являющиеся копиями оригинальных вагонов. Единственный локомотив — точная копия оригинального паровоза, но приводится в действие дизельным двигателем.

### Воздушный транспорт
Главный аэропорт Керри с 1989 года находится в центральной части графства в городе Фарранфор. Основные направления: Дублин, Лондон, Манчестер, Лорьян, Франкфурт.

### Морской транспорт
Возле столицы Керри — города Трали, расположена гавань Фенит, которая способна принимать суда водоизмещением до 17 тыс. тонн. Гавани на полуострове Дингл, в основном, заняты обслуживанием рыболовецких кораблей. В северной части графства находится паромная переправа из Тарберта в Киллимер (графство Клэр).

## Культура
Так как графство находится на юго-западной оконечности острова, которая далека от государственных границ, Керри менее подверглось внешним культурным влияниям. Здесь сохранилось относительно большое количество носителей ирландского языка, которые используют его в повседневной жизни. Кроме того, здесь сохранились, и до сих пор популярны традиционные музыка, песни и танцы.

## Спорт
В Керри существует клуб по гэльскому футболу и хёрлингу «Керри», который достаточно успешно принимает участие во Всеирландском чемпионате — он 35 раз становился чемпионом острова Ирландия по гэльскому футболу, завоевав как победитель Всеирландского чемпионата 35 раз Кубок Сэма Магуайра.

## СМИ
В графстве печатаются 3 местных газеты: The Kerryman, The Kerry’s Eye и The Kingdom. Также, с 1990 года, здесь работает Радио Керри.

## Достопримечательности
Графство Керри с его горами, озёрами и побережьем Атлантического океана является одним из самых живописных регионов Ирландии. Природные достопримечательности притягивают большое число туристов и любителей активного отдыха. Туризм — это одна из важнейших отраслей в экономике Керри.
Природные достопримечательности включают в себя:
- Озёра Килларни;
- Кольцо Керри;
- Гора Брандон;
- Гора Карантуилл;
- Острова Бласкет;
- Макросс Хаус;
- Аббатство Макросс;
- Замок Росс;
- Замок Бэлликэрбери;
- Пещера Скотиа;
- Каменное кольцо Ураг;
- Башня Ратту Раунд;
- Оратория Галларус.